# グダニスク大学

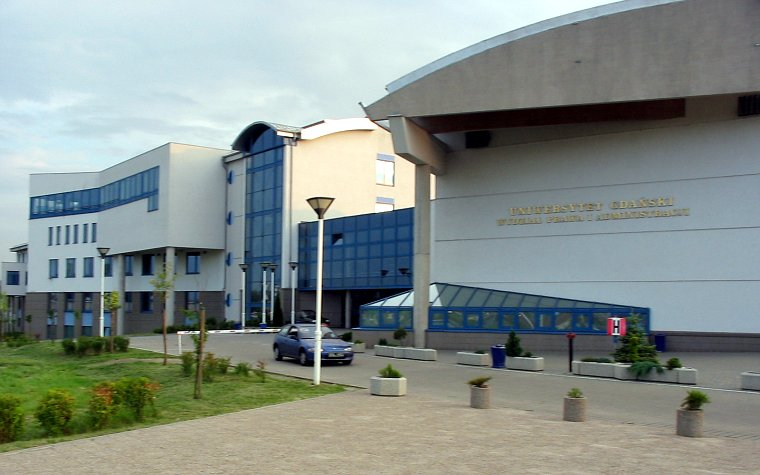
グダニスク大学

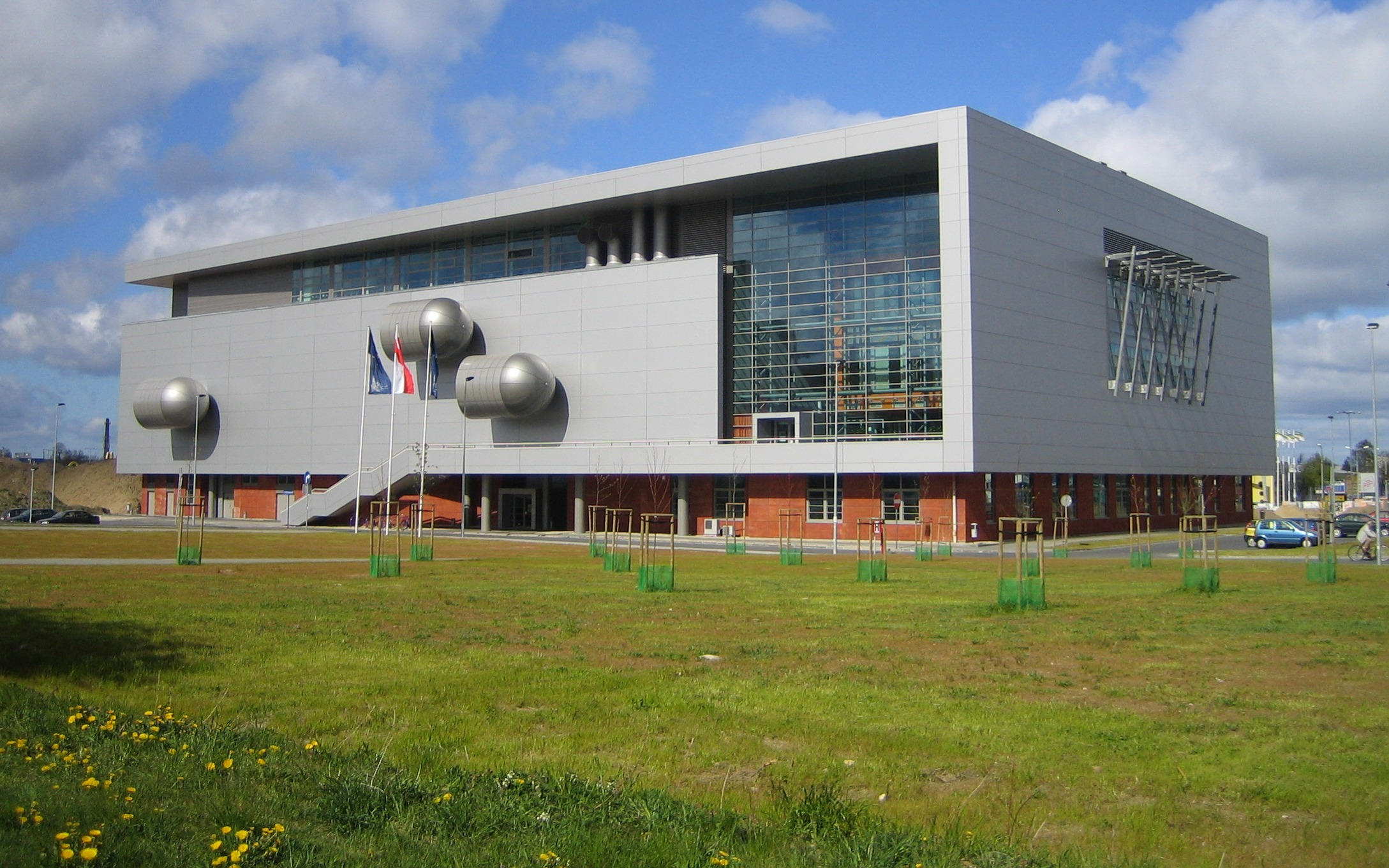
図書館

グダニスク大学（またはグダンスク大学、ポーランド語: Uniwersytet Gdański）はポーランドのグダニスクにある大学である。1970年、ソポトの高等経済学校（前身は高等海運学校）とグダニスクの高等教育学校との合併によって設立された。9つの学部に33,000人の学生が学んでいる。

## 学部
- 生物学・地理学・海洋学部
- 化学部
- 経済学部
- 文献学・歴史学部
- 数学・物理学・情報学部
- 社会学部
- 法学・政治学部
- 経営学部
- 生命工学部（グダニスク医科大学と共同）

## 著名な卒業生
- ドナルド・トゥスク - 政治家、第14代ポーランド首相
- アダム・ダースキ - ミュージシャン、ブラックメタル/デスメタルバンド・ベヒーモスのヴォーカル兼ギタリスト「ネルガル」
- パベウ・アダモビッチ - 政治家、グダニスク市長